# O Viroscas
O Viroscas : semanário imparcial com pretensões a humorístico nasce em outubro de 1914 nas Caldas da Rainha e publica-se durante seis meses num total de vinte e sete números. Classificado como jornal satírico, nele publica-se o quotidiano da vida caldense, sendo propósito dos seus autores “distrair os leitores proporcionando-lhes algumas horas de bom humor”. A propriedade  do semanário coube a  Arnaldo Júlio Martins (editor) e  Jaime Zenóglio (diretor), também eles redatores em conjunto com Alfredo Pinto, Eduardo de Matos, João Toscatudo, Luís Ramos, e Miguel da Ponte.